# Malacomorpha cancellatus
Malacomorpha cancellatus is een insect uit de orde Phasmatodea en de  familie Pseudophasmatidae. De wetenschappelijke naam van deze soort is voor het eerst geldig gepubliceerd in 1906 door Redtenbacher.